# Coupe d'Asie des nations de football 1980
Navigation
Coupe d'Asie 1976 Coupe d'Asie 1984
La coupe d'Asie des nations de football 1980 a eu lieu en septembre 1980 au Koweït. Elle fut remportée par le Koweït, qui était qualifié d'office en tant que pays organisateur, avec l'Iran vainqueur de l'édition précédente.

## Tournoi final
- Tournoi au Koweït en septembre 1980

### Groupe 1
|   | Equipe        | Pts | J | G | N | P | Bp | Bc | Diff |
| - | ------------- | --- | - | - | - | - | -- | -- | ---- |
| 1 | Iran          | 6   | 4 | 2 | 2 | 0 | 12 | 4  | +8   |
| 2 | Corée du Nord | 6   | 4 | 3 | 0 | 1 | 9  | 7  | +2   |
| 3 | Syrie         | 5   | 4 | 2 | 1 | 1 | 3  | 2  | +1   |
| 4 | Chine         | 3   | 4 | 1 | 1 | 2 | 9  | 5  | +4   |
| 5 | Bangladesh    | 0   | 4 | 0 | 0 | 4 | 2  | 17 | −15  |

| 16 septembre 1980 | Corée du Nord                           | 3 – 2 | Bangladesh                         | Sabah Al-Salem Stadium, Koweït |  |
|                   | Choi Jae-Pil 44e 45e · Kim Jong-Man 90e |       | 60e (pen.) Chunnu · 88e Salahuddin |                                |  |

| 17 septembre 1980 | Iran | 0 – 0 | Syrie | Sabah Al-Salem Stadium, Koweït |
|                   |      |       |       | Spectateurs : 15 000           |

| 18 septembre 1980 | Corée du Nord   | 2 – 1 | Chine       | Sabah Al-Salem Stadium, Koweït |  |
|                   | Kim Bok-Man 20e |       | 7e Li Fubao |                                |  |

| 19 septembre 1980 | Bangladesh | 0 – 1 | Syrie     | Sabah Al-Salem Stadium, Koweït |
|                   |            |       | 7e Keshek |                                |

| 20 septembre 1980 | Chine                              | 2 – 2 | Iran                       | Sabah Al-Salem Stadium, Koweït |                      |
|                   | Chen Jingang 74e · Cai Jinbiao 89e |       | 35e Alidousti · 70e Fariba | Spectateurs : 10 000           | Spectateurs : 10 000 |

| 22 septembre 1980 | Bangladesh | 0 – 7 | Iran                                                    | Sabah Al-Salem Stadium, Koweït |                     |
|                   |            |       | 11e 34e 80e 82e Fariba · 21e Roshan · 27e 87e Barzegari | Spectateurs : 2 000            | Spectateurs : 2 000 |

| 23 septembre 1980 | Syrie      | 1 – 0 | Chine | Sabah Al-Salem Stadium, Koweït |
|                   | Keshek 86e |       |       |                                |

| 24 septembre 1980 | Iran                                        | 3 – 2 | Corée du Nord                         | Sabah Al-Salem Stadium, Koweït                  |                                                 |
|                   | Alidousti 27e · Danaeifard 57e · Fariba 60e |       | Hwang Sang-Hoi 68e · Pak Jong-Hun 90e | Spectateurs : 4 000 Arbitrage : Enrique Mendoza | Spectateurs : 4 000 Arbitrage : Enrique Mendoza |

| 25 septembre 1980 | Chine                     | 6 – 0 | Bangladesh | Sabah Al-Salem Stadium, Koweït |
|                   | Shen Xiangfu · Xu Yonglai |       |            |                                |

| 26 septembre 1980 | Corée du Nord    | 2 – 1 | Syrie          | Sabah Al-Salem Stadium, Koweït |  |
|                   | Buteurs inconnus |       | Buteur inconnu |                                |  |

### Groupe 2
|   | Equipe              | Pts | J | G | N | P | Bp | Bc | Diff |
| - | ------------------- | --- | - | - | - | - | -- | -- | ---- |
| 1 | Corée du Sud        | 7   | 4 | 3 | 1 | 0 | 10 | 2  | +8   |
| 2 | Koweït              | 5   | 4 | 2 | 1 | 1 | 8  | 5  | +3   |
| 3 | Malaisie            | 4   | 4 | 1 | 2 | 1 | 5  | 5  | 0    |
| 4 | Qatar               | 3   | 4 | 1 | 1 | 2 | 3  | 8  | −5   |
| 5 | Émirats arabes unis | 1   | 4 | 0 | 1 | 3 | 3  | 9  | −6   |

| 15 septembre 1980 | Émirats arabes unis | 1 – 1 | Koweït       | Sabah Al-Salem Stadium, Koweït |                      |
|                   | Chombi 35e          |       | 19e Al-Houti | Spectateurs : 20 000           | Spectateurs : 20 000 |

| 16 septembre 1980 | Corée du Sud     | 1 – 1 | Malaisie   | Sabah Al-Salem Stadium, Koweït                       |                                                      |
| 18:30             | Choi Soon-ho 69e |       | 90e Hamzah | Spectateurs : 5 000 Arbitrage : Sudarso Hardjowasito | Spectateurs : 5 000 Arbitrage : Sudarso Hardjowasito |

| 17 septembre 1980 | Qatar          | 2 – 1 | Émirats arabes unis | Sabah Al-Salem Stadium, Koweït |  |
|                   | Muftah 50e 60e |       | 58e Al-Hajri        |                                |  |

| 18 septembre 1980 | Koweït                                   | 3 – 1 | Malaisie   | Sabah Al-Salem Stadium, Koweït |                      |
|                   | Kamel 20e · Yaqoub 53e (pen.) 77e (pen.) |       | 44e Hamzah | Spectateurs : 20 000           | Spectateurs : 20 000 |

| 19 septembre 1980 | Qatar | 0 – 2 | Corée du Sud                      | Sabah Al-Salem Stadium, Koweït |                              |
| 18:30             |       |       | 7e Lee Jung-il · 21e Choi Soon-ho | Arbitrage : Vichai Charupunt   | Arbitrage : Vichai Charupunt |

| 20 septembre 1980 | Malaisie              | 2 – 0 | Émirats arabes unis | Sabah Al-Salem Stadium, Koweït |
|                   | Alif 32e · Bahari 89e |       |                     |                                |

| 21 septembre 1980 | Koweït | 0 – 3 | Corée du Sud                               | Sabah Al-Salem Stadium, Koweït                  |                                                 |
| 16:30             |        |       | Hwang Seok-keun 47e · Choi Soon-ho 71e 78e | Spectateurs : 20 000 Arbitrage : Toshikazu Sano | Spectateurs : 20 000 Arbitrage : Toshikazu Sano |

| 23 septembre 1980 | Malaisie | 1 – 1 | Qatar | Sabah Al-Salem Stadium, Koweït |
|                   | Bahari   |       |       |                                |

| 24 septembre 1980 | Corée du Sud                                       | 4 – 1 | Émirats arabes unis | Sabah Al-Salem Stadium, Koweït |                            |
| 18:30             | Choi Soon-ho 26e 53e 78e (pen.) · Jung Hae-won 84e |       | 79e Chombi          | Arbitrage : Melvyn D'Souza     | Arbitrage : Melvyn D'Souza |

| 25 septembre 1980 | Koweït                                                | 4 – 0 | Qatar | Sabah Al-Salem Stadium, Koweït |                      |
|                   | Al-Dakhil 32e 57e · Yaqoub 50e (pen.) · Al-Anberi 66e |       |       | Spectateurs : 20 000           | Spectateurs : 20 000 |

### Tableau final
|  | Demi-finales               | Demi-finales               |                        |   | Finale                     | Finale                     |
|  | Demi-finales               | Demi-finales               |                        |   | Finale                     | Finale                     |
|  |                            |                            |                        |   |                            |                            |
|  | 28 septembre 1980 / Koweït | 28 septembre 1980 / Koweït |                        |   | 30 septembre 1980 / Koweït | 30 septembre 1980 / Koweït |
|  | 28 septembre 1980 / Koweït | 28 septembre 1980 / Koweït |                        |   | 30 septembre 1980 / Koweït | 30 septembre 1980 / Koweït |
|  | Koweït                     | 2                          |                        |   | 30 septembre 1980 / Koweït | 30 septembre 1980 / Koweït |
|  | Koweït                     | 2                          |                        |   | 30 septembre 1980 / Koweït | 30 septembre 1980 / Koweït |
|  | Iran                       | 1                          |                        |   | 30 septembre 1980 / Koweït | 30 septembre 1980 / Koweït |
|  | Iran                       | 1                          | Koweït                 | 3 |                            |                            |
|  | 28 septembre 1980 / Koweït |                            | Koweït                 | 3 |                            |                            |
|  |                            | Corée du Sud               | 0                      |   |                            |                            |
|  | Corée du Sud               | Corée du Sud               | 0                      | 2 |                            |                            |
|  | Corée du Sud               |                            |                        | 2 |                            |                            |
|  | Corée du Nord              | 1                          |                        |   |                            |                            |
|  | Corée du Nord              | 1                          | Match pour la 3e place |   |                            |                            |
|  |                            |                            |                        |   |                            |                            |
|  | 30 septembre 1980 / Koweït |                            |                        |   |                            |                            |
|  |                            |                            |                        |   |                            |                            |
|  | Iran                       | 3                          |                        |   |                            |                            |
|  | Iran                       | 3                          |                        |   |                            |                            |
|  | Corée du Nord              | 0                          |                        |   |                            |                            |
|  | Corée du Nord              | 0                          |                        |   |                            |                            |

#### Demi-finales
| 28 septembre 1980 | Iran       | 1 - 2 | Koweït                     | Koweït              |                     |
|                   | Faraki 90e |       | 63e Yaqoub · 85e Al-Dakhil | Arbitrage : Kok Lee | Arbitrage : Kok Lee |

| 28 septembre 1980         | Corée du Sud                         | 2 - 1 | Corée du Nord           | Koweït                     |                            |
| Historique des rencontres | Choi Jong-duk 80e · Jung Hae-won 89e |       | 19e (pen.) Pak Jong-hun | Arbitrage : Toshikazu Sano | Arbitrage : Toshikazu Sano |

#### Match pour la3eplace
| 30 septembre 1980 | Iran                        | 3 - 0 | Corée du Nord | Koweït                      |                             |
|                   | Fariba 49e · Faraki 66e 76e |       |               | Arbitrage : Enrique Mendoza | Arbitrage : Enrique Mendoza |

#### Finale
| 30 septembre 1980 | Koweït                          | 3 - 0 | Corée du Sud | Koweït                           |                                  |
|                   | Al-Houti 8e · Al-Dakhil 34e 69e |       |              | Arbitrage : Sudarso Hardjowasito | Arbitrage : Sudarso Hardjowasito |

| Coupe d'Asie 1980 Vainqueur Koweït 1er titre |